# Caroline Stiénon du Pré
 (novembre 2022).
Caroline Stiénon du Pré, née marquise Caroline de la Riva Agüero le 4 janvier 1883 à Gand et morte en 1979 à Tournai, est une peintre belge.

## Biographie

### Jeunesse et famille
Caroline de la Riva Agüero naît à Gand en 1883 dans une famille aristocratique. Par son père, Andreas Emmanuel Severinus de la Riva Agüero, elle descend de José de la Riva Agüero y Sánchez Boquete, maréchal et premier président du Pérou, et de la princesse belge Arnoldine Caroline de Looz Corswarem, son épouse. Sa mère, Josephina Maria Theresa Henrica de Hemptinne, est issue de la famille belge de Hemptinne.
En 1903, Caroline de la Riva Agüero épouse à Gand le baron Ludovic Stiénon du Pré, ingénieur et compositeur. La famille Stiénon du Pré est ouverte aux arts, et à la musique en particulier. Alphonse Stiénon du Pré, père de Ludovic, a fait une carrière politique (député et sénateur). Bourgmestre de Tournai, il fonde la Société des grands concerts de Tournai et est à l'initiative de l'organisation du Cortège-Tournoi[C'est-à-dire ?] en 1913 à Tournai. La mère de son époux, Marie van Elewyck, elle est la fille du chef d'orchestre et musicographie Xavier van Elewyck (ami de François-Joseph Fétis et de Jacques-Nicolas Lemmens).
Caroline de la Riva Agüero est la mère de Jean Stiénon du Pré (1905-1981), écrivain, et la grand-mère d'Hervé Stiénon du Pré (1932), peintre autodidacte de style surréaliste.

### Carrière
Caroline de la Riva Agëro travaille la peinture avec Ferdinand Willaert.
Son œuvre, exposée dans de nombreux musées des beaux-arts (Tournai, Ixelles...), redécouverte par son petit-fils Hervé Stiénon du Pré, lui-même peintre surréaliste, et Baudouin Van Steenberghe, amateur et collectionneur d'art, se compose de près de 500 tableaux souvent de petit format et de style post-impressionniste[réf. nécessaire].
Caroline de la Riva Agüero meurt à Tournai en 1979.